# پی‌یر راپسات
پی‌یر راپسات (به انگلیسی: Pierre Rapsat) (زاده ۲۸ می ۱۹۴۸-درگذشته ۲۰ آوریل ۲۰۰۲) خواننده بلژیکی بود.
او نماینده بلژیک در یوروویژن ۱۹۷۶ بود.